# جيمس جونستون (رجل أعمال)
جيمس جونستون (بالإنجليزية: James Armour Johnstone)‏ هو شخصية أعمال نيوزيلندي، ولد في 25 يونيو 1859، وتوفي في 8 مايو 1933.